# Гнаровская, Валерия Осиповна
Вале́рия О́сиповна Гнаро́вская (18 октября 1923 — 23 сентября 1943) — советский санинструктор в годы Великой Отечественной войны, Герой Советского Союза (1944, посмертно).
Весной 1942 года добилась зачисления в формировавшуюся 229-ю стрелковую дивизию, с июля 1942 года воевала на Сталинградском фронте. 23 сентября 1943 года в боях возле села Иваненки (ныне — Гнаровское) санитарный инструктор 907-го стрелкового полка 244-й стрелковой дивизии рядовая Валерия Гнаровская вытаскивала на себе раненых и доставляла их на перевязочный пункт. В это время в направлении перевязочного пункта прорвались два немецких тяжёлых танка «Тигр». Спасая раненых, 19-летняя Валерия Гнаровская со связкой гранат бросилась под один из них и подорвала его, второй был подбит подоспевшими красноармейцами.

## Биография
Родилась 18 октября 1923 года в деревне Модолицы в семье почтового служащего. Русская. Отец Осип Осипович Гнаровский работал начальником почтового отделения Яндеба, мать Евдокия Михайловна занималась домашним хозяйством.
В 1924 году семья Гнаровских переехала в деревню Бардовское Яндебского сельсовета (ныне в Подпорожском районе Ленинградской области), где после окончания Яндебской начальной школы Валерию приняли в среднюю школу имени А. С. Пушкина в городе Подпорожье. В 1941 году она окончила 10 класс, планировала поступать в горный институт. Вступила в комсомол.

### Начало Великой Отечественной войны
После начала Великой Отечественной войны, в июле 1941 года, её отец был призван в ряды РККА, мать и Валерия стали работать на почте вместо отца.
В сентябре 1941 года, с приближением немецких и финских войск к Ленинграду, Подпорожский район стал фронтовым. Семья Гнаровских (мать, младшая сестра Виктория, 75-летняя бабушка и Валерия) эвакуировалась в Сибирь на станцию Ишим Омской области (ныне Тюменской области). Оттуда по распределении они были направлены в село Бердюжье, где Валерия вместе с матерью стала работать телефонисткой в Истошинском отделении связи (по другим данным — на почте посёлка Новая Заимка и в Бердюжской конторе связи).
Валерия неоднократно обращалась в местный райвоенкомат с требованием направить её на фронт, но каждый раз получала отказ. Весной 1942 года комсомолки села Бердюжье отправились на станцию Ишим и 10 апреля 1942 года добились зачисления их в формировавшуюся там 229-ю стрелковую дивизию. Так Валерия вместе со своими подругами прошла военную подготовку и изучила санитарное дело, успешно закончив краткосрочные курсы медицинских сестёр.

### Под Сталинградом
В июле 1942 года дивизия была направлена на Сталинградский фронт в состав 64-й армии и сразу же вступила в тяжёлые бои, в которых Валерия Гнаровская проявила храбрость, вынося на себе с поля боя раненых. А когда требовала обстановка, дралась с оружием в руках и, по воспоминаниям её фронтовой подруги Е. Дорониной, поднимала красноармейцев в атаку.
26 июля противник прорвал оборону 229-й стрелковой дивизии на правом фланге в районе Суровикино и вышел к реке Чир.
Из воспоминаний её фронтовой подруги Е. Дорониной:

На подступах к фронту, в жару, по пыльной дороге, в полном снаряжении мы шли день и ночь… Недалеко от станции Суровикино наша часть вступила в действие. Шли сильные бои. .. Тревожно было на душе, особенно в первые минуты. Мы так растерялись, что боялись выйти из укрытия на поле боя. Удары артиллерийских снарядов, взрывы бомб — всё смешалось в сплошной грохот. Казалось, рушится всё на земле и рушится земля под ногами.
Как сейчас помню: первой из окопа выбежала Валерия и крикнула: «Товарищи! За Родину и умереть не страшно! Пошли!» — И без малейшего колебания все покинули окопы, рванулись на поле боя.

Дивизия, сохранив свою боеспособность, продолжала сдерживать противника, который стремился выйти к железнодорожному мосту через реку Дон. А 31 июля совместно с 112-й стрелковой дивизией при поддержке десяти танков и авиации бойцы дивизии сами перешли в контрнаступление и отбросили немецкие войска за реку Чир.
В течение 17-ти дней дивизия вела беспрерывные бои с противником, 10 августа попала в окружение и в течение недели пробивалась к своим (всего переправились на левый берег Дона и вышли к своим около 700 человек из 5419 на 5 августа 1942 года). Всё это время Валерия выполняла долг медика, но вскоре заболела брюшным тифом. Бойцы, прорвав окружение, на руках вынесли едва живую девушку. Считалась пропавшей без вести. Находясь на излечение в госпитале, награждена медалью «За отвагу».
Бойцы в своих письмах к ней в госпиталь называли её «Ласточкой».

### 1943
После выздоровления В. О. Гнаровская вернулась в строй и с весны 1943 года воевала на Юго-западном фронте (с 20 октября 1943 года — 3-й Украинский фронт).
После боёв 15-21 августа 1943 года вновь попала в госпиталь с контузией, но вскоре вновь вернулась в часть. В письме к матери от 22 августа она сообщала, что после контузии плохо слышит, и описывала обстоятельства боя:

С 15.08 по 21.08.1943 г. шёл жаркий бой с фрицами. Немцы рвались на высотку, где мы находились, но все их попытки прорваться были тщетны. Стойко и смело сражались наши бойцы — все мои дорогие и милые товарищи… Многие из них пали смертью храбрых, но я осталась жива и должна я вам, мои дорогие, сказать, что поработала я на славу. Около 30 тяжело раненых бойцов вынесла с поля боя. Командование полка отметило мою работу и, кажется, представило к правительственной награде…

Только в бою за село Голая Долина Славянского района Донецкой области у реки Северский Донец вынесла с поля боя 47 раненых бойцов и офицеров с их вооружением. Лично уничтожила 28 немецких солдат и офицеров. А всего за период боёв В. О. Гнаровская спасла жизнь свыше 300 раненых.

### Последний бой
…Но когда приблизилась к санбату

Меченная свастикой броня,

Ты на грохот бросилась с гранатой,

Раненых от смерти заслоня.
23 сентября 1943 года в боях возле села Иваненки санитарный инструктор 907-го стрелкового полка 244-й стрелковой дивизии рядовой (по другим данным — старшина) Валерия Гнаровская вытаскивала на себе раненых и доставляла их на перевязочный пункт. В это время в направлении перевязочного пункта прорвались два немецких «тигра». Спасая раненых, Валерия Гнаровская со связкой гранат бросилась под один из них и подорвала его, второй был подбит подоспевшими красноармейцами.
Командир 907-го стрелкового полка 244-й стрелковой дивизии полковник Пожидаев, 21 марта 1944:

Под совхозом Иваненково 2 вражеских танка типа «Тигр» прорвались через линию нашей обороны — устремились в расположение штаба полка. В этот критический момент, танки приблизились на 60-70 метров к расположению штаба. Гнаровская, схватив связку гранат и поднявшись во весь рост, бросилась на встречу впереди идущему вражескому танку и, жертвуя своей жизнью, бросилась под танк.
В результате взрыва танк был остановлен…

Такой ценой немецкая контратака была отбита, снята угроза уничтожения штаба полка, а боевая задача полка — выполнена.
После боя за село Вербовое местные жители нашли тело В. О. Гнаровской и похоронили. Через год с воинскими почестями было произведено перезахоронение в парке, возле Дома культуры совхоза имени В. О. Гнаровской в Красноармейском районе Запорожской области.
За мужество и героизм и образцовое выполнение заданий командования Указом Президиума Верховного Совета СССР 2 июня 1944 года Валерии Гнаровской было присвоено звание Героя Советского Союза (посмертно).

## Награды и звания
Советские государственные награды и звания:
- Герой Советского Союза (2 июня 1944, посмертно)[15][17][18]
- орден Ленина (2 июня 1944, посмертно)[15];
- медаль «За отвагу» (1942)[15].

## Память
В честь девушки село Иваненки было переименовано в Гнаровское, где в её честь установлен обелиск. В городе Подпорожье, где прошли молодые годы В. О. Гнаровской, в её честь названа улица, а в 1959 году в парке пионеров установлен памятник.
Также именем Гнаровской названы улицы в Тюмени, Вольнянске (Украина), селе Бердюжье и посёлке Плюсса (Псковская область), где в 2009 году был установлен памятник.
О последних минутах жизни санинструктора Валерии Гнаровской рассказывают картины художников И. М. Пентешина (1961), С. А. Володина (1970) и М. И. Самсонова (1984).

## Семья
После войны отец Осип Гнаровский вернулся с фронта домой, вскоре умер. Мать Евдокия Михайловна проживала в городе Подпорожье Ленинградской области. По состоянию на 1970-е годы, сестра Виктория работала педагогом.